# Rancilio Group
Rancilio Group S.p.A è un'azienda internazionale che produce e commercializza macchine per caffè professionali. È presente in oltre 100 paesi nel mondo con 5 filiali, 2 centri di ricerca e un network vendite. La gamma prodotto dell’azienda include le macchine per caffè tradizionali a marchio Rancilio, le superautomatiche Egro, una Home Line, due serie di macinadosatori professionali e la macchina per caffè specialty di Rancilio Specialty. Dal 2013 fa parte di Ali Group S.r.l. 

## Storia
Roberto Rancilio, nato a Parabiago, in provincia di Milano, il 23 aprile 1896, fonda le "Officine Meccaniche Roberto Rancilio" nel marzo del 1926, nell'attuale via Giulini, e produce la propria prima macchina per caffè costruita in acciaio, rame e bronzo, denominata "La Regina".
Durante la seconda guerra mondiale, l'azienda si espande, inizia a vendere le proprie macchine per caffè da bar a livello nazionale e negli anni del boom economico riesce ad esportare anche all'estero i propri prodotti.
Negli anni 1970 l'azienda che inizia a produrre le cosiddette macchine ad erogazione. Nel 1965 Rancilio presenta la macchina da bar Z8 disegnata da Marco Zanuso, un modello in cui il pescaggio dell'acqua grazie alla leva è stato sostituito da una pompa che spinge l'acqua dalla rete idrica negli scambiatori della caldaia fino al gruppo di erogazione. Qualche anno dopo, nel 1974, verrà prodotta l'evoluzione della Z8, la Z9.
Nel 1972 la sede si trasferisce nello stabile di viale della Repubblica, tra le frazioni Villastanza e Villapia di Parabiago. E ancora nel 1975 la Rancilio ottiene il brevetto per la macchina per caffè espresso a dosatura e controllo elettronico.
Nel 1981 nasce la linea macchine per caffè da casa, il cui prodotto principale è rappresentato dalla Rancilio Silvia, viene ampliato lo stabilimento di Villastanza di Parabiago e si incrementano le esportazioni all'estero.
Nel 1999 Rancilio inizia il processo di consolidamento distributivo internazionale fondando la filiale Rancilio Group North America con sede a Woodridge (IL); quindi le successive filiali in Spagna (Madrid) e Portogallo (Lisbona) (2003) e un'altra in Germania (Francoforte).
Nel 2008 Rancilio acquisisce la società Egro Coffee Systems Inc., specializzata nella produzione di macchine per il caffè superautomatiche, completando così la sua offerta di prodotti per il canale Ho.re.ca.
Nel 2013 viene acquisita ed entra a far parte di Ali Group S.r.l.
Nel 2020 è stata attuata una Joint Venture distributiva con Moffat Group Ltd (azienda anch'essa di Ali Group S.r.l) per la creazione di Rancilio Group Australasia con sede a Melbourne.

## Officina Rancilio
Officina Rancilio 1926 è il museo di proprietà della famiglia Rancilio che ad oggi comprende:
- 60 macchine storiche prodotte da Rancilio dal 1927 al 1980.
- 20 macinini vintage.
- un archivio storico di immagini e documenti che raccontano la storia della famiglia e dell'azienda, l'evoluzione della pubblicità di Rancilio, le immagini storiche delle macchine per caffè, le fotografie degli eventi sportivi organizzati e sponsorizzati da Rancilio.

La sede espositiva, di circa 150 m², è situata nel centro di Parabiago, in via Galeazzi 18-22, in una parte della ricostruzione immobiliare dell’area dell'originale Officina Rancilio e di cui conserva tuttora il nome.

## Rancilio e lo sport
Dai primi anni '50, Roberto Rancilio inizia a sponsorizzare manifestazioni ciclistiche e nei tre decenni successivi l'azienda diventa uno degli sponsor principali delle maggiori gare ciclistiche italiane, fra cui il Giro d'Italia.
Il 14 marzo del 1976, per volontà di alcuni dipendenti della ditta, viene fondato il Gruppo Sportivo Rancilio che avrebbe poi partecipato alle manifestazioni del Campionato Regionale Lombardo cicloturistico.
Oltre al ciclismo, la Rancilio ha partecipato a molte manifestazioni sportive. Fra i vari brand ambassador l'azienda ha legato la propria immagine anche al campione di sci Kristian Ghedina.
Tra gli anni sessanta ed ottanta fu sponsor del Giro d'Italia, più recentemente organizzatrice di competizioni internazionali di Handbike (ciclismo per diversamente abili).

## Riconoscimenti e premi
- Medaglia di bronzo EID 2010 per Egro One
- Medaglia d’argento EID 2012 per Classe 9 USB Xcelsius
- ADI Design Index 2012 per il macinadosatore Kryo 65
- Medaglia d’oro EID 2014 per Classe 11 USB Xcelsius
- Red Dot Award[5][6] 2015 per Classe 11 USB Xcelsius
- MICE Product Innovation Awards[7] 2019 per RS1
- ADI Design Index[8][9] 2019 per RS1
- iF Product Design Award[10] 2021 per Next Touch Coffee